# Monocyclanthus vignei
Genre
Espèce
Classification APG III (2009)
Statut de conservation UICN

 EN B1+2c : En danger
Monocyclanthus vignei est une espèce de plantes à fleurs de la famille des Annonaceae et la seule espèce du genre Monocyclanthus. C'est une plante trouvée au Ghana et au Liberia qui vit sous la canopée des forêts tropicales humides. 

## Publication originale
- Kew Bulletin 1953: 69. 1953.